# Betty Applewhite
Betty Applewhite – postać fikcyjna, bohaterka serialu Gotowe na wszystko. Grała ją Alfre Woodard.

## Przeszłość
Betty urodziła się w latach 60. XX wieku. Wyszła za mąż za Virgila Applewhite. W 1987 roku urodził się Matthew a rok później Caleb Applewhite. Mieszkali w Chicago. Zarabiała na życie będąc pianistką koncertową. Była bardzo uzdolniona zarówno w repertuarze dramatycznym, jak i tym lżejszym. Z niewiadomych powodów rozwiodła się z Virgilem.
W międzyczasie jej starszy syn Matthew dorósł i znalazł sobie dziewczynę, Melanie Foster. Ich związek był burzliwy. Rozstawali się i wracali do siebie. W 2005 roku Matthew zdecydował, że zerwie z nią ostatecznie. Jego młodszy i upośledzony brat wszystko słyszał. Spotkał się pierwszy na umówionym miejscu z Melanie, ale wrócił od niej z zakrwawioną koszulą. Betty sądziła, że jej dziecko zabiło kogoś. Tymczasem to Matthew był mordercą dziewczyny i choć zrobił to przypadkowo, nie sprostował wersji w jaką uwierzyła jego matka.

## Historia

### Sezon 1
Betty Applewhite wprowadziła się pod osłoną nocy do domu przy 4351 Wisteria Lane, wraz z synem Matthew.
Kupiła go przez telefon. Dlatego też nazajutrz Edie Britt, agentka nieruchomości która sprzedała po raz pierwszy w ten sposób dom, przyszła do Betty by ją poznać. Chciała oprowadzić gospodynię po budynku i pokazać jej gdzie mogą być usterki. Betty nie zgodziła się a Edie odeszła, zostawiając swoją wizytówkę.

### Sezon 2
Betty nie wpuściła do domu Edie, która po fakcie, chciała jej pokazać wszystkie mankamenty domu, które ukrywa się przed zakupem. Na prośbę Bree Van De Kamp zagrała też na pogrzebie jej męża, Rexa. Wieczorem podała posiłek synowi w jego celi. Jej karą było to, że musiała słuchać pobrzękiwań łańcuchów, co bardzo irytowało Matthew.
Betty okłamała Susan Mayer, gdy ta zwróciła jej uwagę na dziwne dźwięki dochodzące z jej domu. Zrzuciła winę na Matthew, ale ten przeszedł za jej plecami. Zdobyła od lekarza (Loren Lester) nitrazepan by uspokoić Caleba.
Caleb zdążył się wyrwać z celi, ale razem z Matthew ogłuszyła go. Odmówiła początkowo Susan lekcji na fortepianie. Przyjęła ją, gdyż miała świadomość, że ludzie będą o nich plotkować jeśli będzie nieuprzejma. Matthew zamontował tymczasem nowy zamek.
Betty widziała u Edie, że złapali niewinnego człowieka w sprawie śmierci Melanie Foster. Wysłała anonimowy list by oszczędzić mu więzienia, mimo ostrego sprzeciwu Matthew, który widział w tym zakończenie ich kłopotów. Wiedział, że Caleb otrzyma krzesło elektryczne jeśli ich znajdą.
Caleb nie chciał rozmawiać o tym co się stało i podczas szarpania łańcuchów, zauważył, że poluzowały się ze ściany. Uciekł im a Betty i Matthew widzieli jedynie pusta celę. Szukali go po uliczce, ale bezskutecznie.
Betty Applewhite była bardzo uzdolniona. Powtarzano jej to od dziecka. Nauczycielka muzyki wychwalała jej zręczność. Profesor w college’u zachwycał się wyczuciem rytmu. Dyrygent rozpływał się nad jej talentem dramatycznym. Betty przestała być jednak pianistką. Teraz miała swoją tajemnicę i była zdecydowana strzec jej za wszelką cenę. Zorganizowała u siebie spotkanie sąsiadów, którzy mieli zadecydować o tym jak podnieść bezpieczeństwo na ulicy. Gdy Karen McCluskey wnioskowała za wynajęciem profesjonalnej ochrony, zagrała fragment „piątej symfonii” Beethovena i utwór Chopina „Walc Des-dur” zwany też „minutowym”, by odwrócić ich uwagę. Jej największym talentem było genialne wyczucie czasu.
Caleba złapano i Betty dyskretnie – za pomocą palca – kazała mu milczeć. Caleb został sprowadzony do domu, a po wizycie Curtisa Monroe gospodynie zaczęły być bardzo podejrzliwe. Betty zaczęła się ich bać. Podeszła do Bree i powiedziała, że jej wróci do Chicago, do chorej matki. Betty wieczorem podwiozła Bree do odmu a gdy ta wyrzuciła jej, że trzymaja tajemnicę i co o niej wiedzą jak dotychczas, kazała Edie przyspieszyć procedurę sprzedaży domu.
Kobieta była wściekła, gdy Matthew wykleił gazetami okna pokoju na piętrze domu i kazał przenieść się tam Calebowi. Nakrzyczał na nią i postawił na swoim. Spoliczkowała go jednak na oczach Bree i Danielle Van De Kamp, gdy jej matka przyprowadziła go do niej z wyjaśnieniem. Bree, na rozpaczliwą i pełną łez prośbę córki, chciała przekonać sąsiadkę żeby nie rozdzielano zakochanych. Applewhite powiedziała jasno, że jeśli będą wzajemnie pilnować dzieci to nic się nie stanie. Bree poszła do domu a wieczorem przyszła do Bree, gdyż dowiedziała się poprzez Danielle i od Matthew, że Andrew Van De Kamp przyczynił się do potrącenia matki Carlosa Solis. Bree skłamała przyjaciółkom, że Betty świetnie gra w pokera i dlatego ją zaprosiła.
Bree odwiedziła jednak Caleba, a Betty przyszła do sąsiadki wściekła. Usłyszała, że ta już wie o morderstwie Melanie. Nie płakała przy tym, jak lekarze powiedzieli jej, że Caleb był upośledzony. Czuła się wybrana a Caleb był miły i dobry. Przykuła go łańcuchem do ściany przez Melanie Foster, byłą dziewczynę Matthew. Betty powiedziała o wersji wydarzeń jaką przedstawił Caleb, że zabił Melanie. Kobieta odpowiadała za Caleba, dlatego też uważała tę zbrodnię za swoją.
Matthew przyszedł do matki, która grała na fortepianie i spytał się, czy może pożyczyć 50 dolarów. Miały one być na urodziny Danielle. Po kłótni o brata i jego zejściu z piętra, wręczyła mu 20 dolarów. Wieczorem Caleb odwiedził Danielle w jej pokoju. Chciał jej wręczyć prezent, ale go odrzuciła przez co chłopak wyszedł od niej zdenerwowany.
Betty sprzedała dom i kazała się pakować Matthew. Danielle została zaatakowana przez Caleba a Bree zdołała go powstrzymać z rewolwerem. Przyszła do domu Betty i zażądała od sąsiadki fachowej opieki nad mężczyzną bo powiadomi policję. Betty zobowiązała się, że coś wymyśli. Nazajutrz Matthew sprawdził szpitale psychiatryczne a Betty zdecydowała się „uśpić go” za pomocą luminalu, ku jego przerażeniu.
Betty dodała środek do lodów i zabrała Caleba na piknik. Tam powiedział matce, przez zupełny przypadek, że to był tylko narzędziem brata w „napaści” na Danielle. Betty zwabiła Matthew do celi Caleba i sama zamknęła go tam, gdy jego brat czekał w aucie.
Matthew przyznał się matce do tego co zrobił co rozjuszyło Betty. Dopiero Danielle ogłuszyła ją i uwolniła swego chłopaka. Razem uciekli a Matthew zabrał rewolwer.
Rok po opuszczeniu Chicago, Betty Applewhite próbowała zniknąć pod osłoną ciemności, ale została aresztowana wraz z Calebem. Na komisariacie, Caleb przyznał się do zabójstwa. Funkcjonariusz (James Shanklin) pokazał jej list który napisała, ale kobieta nie przyznała się do nadania korespondencji z Fairview. Na zdjęciu z miejsca zamordowania Melanie rozpoznała kurtkę Matthew i ostrzegła Bree, że Matthew zabił Melanie i muszą odnaleźć swoje dzieci.
Uciekinierzy z głodu i braku gotówki odwiedzili dom Bree. Matthew udał się do swojego byłego domu po młot by dostać się do pancernego sejfu Bree. Tam spotkał matkę, której przyznał się do wszystkiego i rzucił w twarz fakt, że bardziej kochała Caleba niż jego. Opuścił dom z uczuciem, że może kiedyś jej wybaczy. Betty zadzwoniła na policję a później widziała, gdy zwłoki wywieziono z wnętrza budynku. Betty odetchnęła z ulgą a nazajutrz rano, wraz z Calebem, wyprowadziła się i odjechała ciężarówką z uliczki.

## Ciekawostki
- Betty Applewhite, Katherine Mayfair i Renee Perry to jedyne damskie i główne postacie, których panieńskiego nazwiska nigdy nie podano.
- Alfre Woodward wystąpiła tylko w siedemnastu odcinkach (na dwadzieścia cztery) drugiej serii.
- Zarówno postać Betty, jak i Katherine pochodziły z Chicago. Jest to czysty przypadek ponieważ podczas kręcenia zdjęć do czwartego sezonu serialu, scenarzyści mieli przygotowaną nazwę innego miasta. Niestety okazało się, że mieszkała już w nim pewna kobieta o imieniu „Katherine Mayfair”, dlatego Marc Cherry rzucił nazwę Chicago. Dopiero kilka dni później zorientowano się, że z tego miasta pochodziła także Betty[4].
- Betty Applewhite i Angie Bolen są jedynymi postaciami, z jedenastu tytułowych desperatek, które wystąpiły tylko w jednym, ale nie tym samym, sezonie.
- Alfre Woodard była nominowana w roku 2006 na 58. rozdaniu nagród Emmy w kategorii „wybitna drugoplanowa aktorka w serialu komediowym” za rolę Betty. Nagrodę zdobyła Megan Mullally.

## Powiązane z postacią

### Caleb Applewhite
Caleb Applewhite (Page Kennedy, potem NaShawn Kearse) to młodszy i upośledzony syn Betty. Chciał być chłopakiem Melanie Foster i został posądzony przez matkę o jej morderstwo Betty zamknęła go w kajdany i zabrała ze sobą na 4351 Wisteria Lane w Fairview. Tam miał pokutować za zbrodnię brata w specjalnej celi z pancernymi drzwiami na zasuwy.
Sezon 2

Caleb próbował się uwolnić i nawet udało mu się uciec ze swojego więzienia. Wtargnął do domu Gabrielle Solis po jedzenie, przez co spadła ze schodów i straciła swą ciążę. Caleba schwytano i zabrano do szpitala psychiatrycznego gdzie nic nie mówił, zgodnie z rozkazem matki. Betty wydostała swego syna stamtąd. Po niespodziewanej wizycie Curtisa Monroe, Caleb został umieszczony przez brata w domu, w pokoju na piętrze, gdzie okna zakleił gazetami. Podglądając Danielle, przy czym Betty ostrzegła go by tego nie robił, zauważyła go Bree. Wykorzystując nieobecność jego rodziny, porozmawiała z nim a ten pokazał jej swą celę i wspomniał o Melanie. Dopiero „napaść” na Danielle, zaplanowana przez dziewczynę i Matthew, spowodowała, że Bree zażądała od Betty fachowej opieki nad Calebem. Zagroziła skontaktowaniem się z policją jeśli by tego nie zrobiła do jutra. Betty zdecydowała się „uśpić” syna za pomocą luminalu niż oddać. Zabrała swego niedorozwiniętego syna na piknik i Caleb dociekał czy jest na niego zły z powodu Danielle, ale Betty zaprzeczyła. Gdy wyjawił, że to jego brat namówił go na udanie się do młodej Van De Kamp i podarowanie jej wielkiego pocałunku, złapała go za rękę i kazała mówić dalej. Betty przyjechała do domu i podstępem zamknęła Matthew w dawnej celi Caleba, podczas gdy on sam siedział w samochodzie przed domem. Pomimo to, policja aresztowała ich, a po wyjaśnieniach i śmierci Matthew, ona i Caleb wyjechali z Fairview.

### Curtis Monroe
Curtis Monroe (Michael Ironside) to były i nieżyjący prywatny detektyw wynajęty przez rodziców zmarłej Melanie Foster. Kilka lat wcześniej stracił licencję i pochodził z Chicago.
Sezon 2

Przyjechał do Fairview po Caleba którego zdjęcie, po aresztowaniu, pojawiło się w krajowej prasie z prośbą o zidentyfikowanie mężczyzny. Próbował go porwać ze szpitala psychiatrycznego, ale ubiegła go jego rodzina. Wyśledził ich na 4351 Wisteria Lane, gdzie czekał aż Betty i Matthew opuszczą dom. Curtis włamał się do domu i skuł Caleba, po czym rozejrzał się przez okno czy nikt nie obserwuje budynku. Gdy miał o niego zejść, wpadł w – spróchniały przez korniki – stopień schodów do piwnicy. Zaczął krwawić, a po chwili zmarł. Na telefon komórkowy Curtisa zadzwonił jeden z rodziców Melanie Foster. Wieczorem Betty i Matthew umieścili zwłoki mężczyzny w bagażniku jego samochodu. Matthew upuścił do środka kluczyki od pojazdu, więc nie mogli go wywieźć. Bagażnik otworzył się, gdy uderzyło w niego auto Susan Mayer. Krzyk Alberty Fromme skupił uwagę sąsiadów na jego zawartości.

### Matthew Applewhite
Matthew Applewhite (Mehcad Brooks) to starszy syn Betty Applewhite. Zabił swą wieloletnią dziewczynę Melanie Foster. Zrzucił winę na młodszego brata Caleba, który przybiegł do domu w zakrwawionej koszuli od próby ocucenia Melanie, gdyż po uderzeniu od Caleba straciła tylko przytomność. Betty zabrała synów ze sobą na 4351 Wisteria Lane w Fairview. Tam Caleb miał pokutować za – jak to sama określiła – „jej morderstwo” w specjalnej celi z pancernymi drzwiami na zasuwy.
Sezon 1

Matthew wraz z matką znaleźli lokum przez telefon w Fairview, gdzie poznali Edie Britt.
Sezon 2

Matthew pomagał matce w opiece nad bratem. Był jego strażnikiem i silną ręką Betty w postępowaniu wobec brata. Upominał też, by nie była opryskliwa dla sąsiadów, gdyż wezmą ich na języki. W Chicago pochwycono człowieka odpowiedzialnego za morderstwo Melanie. Matthew uznał, że są bezpieczni. Pomimo to, Betty napisała list drukowanymi literami i w rękawiczkach by nie zostawić odcisków palców. Gdy poszła do Caleba, Matthew znalazł list. Pokłócił się z matką o to, że niszczy ich szansę na spokój. Betty nie mogła dopuścić do tego by skazano niewinnego. Napisała anonimowy list drukowanymi literami i wysłała go, mimo ostrej kłótni z synem, że niszczy to ich szansę na spokój. Uświadomił jej, że gdy znajdą Caleba to bez względu na jego niedorozwój, otrzyma krzesło elektryczne. W końcu Caleb uwolnił się z celi a podczas poszukiwań, Matthew zainteresował się Danielle Van De Kamp. W związku z włamaniem Caleba do Gabrielle, Matthew i Betty zorganizowali u siebie zebranie mieszkańców Wisteria Lane by mieć rękę na pulsie. Po niespodziewanej wizycie Curtisa Monroe ukryli jego ciało w jego aucie, zatrzaskując też tam klucze. Zaproponował sprzedaż domu a Betty zgodziła się wymyślić do tego jakąś kłamliwą, ale wiarygodną historię by sąsiedzi nie nabrali podejrzeń. Matthew zakleił gazetami okna pokoju na piętrze. Następnie umieścił tam brata. Pokłócił się o to z matką, ale kobieta uległa jego argumentacji. Bree nakryła go schowanego pod łóżkiem Danielle. Betty była wściekła i oznajmiła jej, że się wyprowadzą. Wieczorem Danielle wyjawiła chłopakowi, że jej brat potrącił matkę sąsiada. W końcu miał dość opieki nad bratem i kazał matce odesłać go do odpowiedniego przytułku. W końcu obmyślili prowokację: ściągnęli Caleba do sypialni Danielle i sprowokowali go do ataku na nią, dając mylne informacje. To spowodowało interwencję Bree i wymuszenie na Betty by rozwiązała problem. Matthew sprawdził szpitale psychiatryczne, ale był przerażony decyzją matki o zabiciu brata poprzez luminal. Betty dowiedziała się jednak co zrobił jej starszy syn i wróciła do domu, gdzie podstępem zamknęła go w celi brata. Tymczasem Danielle uciekła z domu, uwolniła Matthew i pomogła mu ogłuszyć Betty. Młodzi uciekli razem uciekli z Wisteria Lane a Matthew zabrał rewolwer matki. Betty została aresztowana, ale pokazano jej zdjęcie Melanie przykrytej kurtką, w której rozpoznała, że należała do Matthew. Applewhite zadzwoniła także do Bree. Tymczasem Matthew i Danielle włamali się do domu Van De Kamp po pieniądze a Matthew poszedł po łom do sejfu. Betty zmierzyła się z nim i zadzwoniła po policję, gdy usłyszała przyznanie się do winy. Zrzucił całą winę na brata, ponieważ Betty kocha go bardziej. Betty zadzwoniła po policję, która postrzeliła chłopaka w serce, gdy sam celował rewolwerem w czoło Bree, która blokowała im drogę ucieczki. Matthew zmarł na miejscu.

### Melanie Foster
Melanie Foster (Joy Bisco) to była dziewczyna Matthew, urodzona w 1988 roku.
Matthew chciał z nią ostatecznie zerwać. Poprosiła go o spotkanie wieczorem w tartaku. Caleb podsłuchał ich rozmowę i przyszedł wcześniej od brata z bukietem róż. Zaproponował jej chodzenie i wyznał, że ją kocha. Próbował ją pocałować, ale Melanie uderzyła go kijem. Caleb złapał go i uderzył nim Melanie, że straciła przytomność oraz zaczęła krwawić. Mężczyzna próbował ją ocucić, ale pobrudził dłonie krwią i wytarł je w koszulę. Następnie pobiegł do domu. Betty zauważyła ślady krwi na białej koszuli. Krótko potem sam Matthew przyszedł do tartaku i podszedł do Melanie, która się ocknęła. Próbowała jednak przekuć to zdarzenie w powód by zostali razem. Matthew nadal stał przy swojej decyzji. Dlatego Melanie zagroziła, że zgłosi Caleba na policję. Oboje zaczęli się kłócić i ten wziął kij od siekiery, po czym zakatował Melanie. Tym razem padła martwa. Położył na jej ciele swą kurtkę po czym uciekł.